# Kristine Anigwe
Kristine Chioma Anigwe (Londra, 31 marzo 1997) è una cestista britannica con cittadinanza statunitense, professionista nella WNBA.

## Palmarès
- Naismith Defensive Player of the Year (2019)

## Carriera
È stata selezionata dalle Connecticut Sun al primo giro del Draft WNBA 2019 (9ª scelta assoluta).